# 広島市出身の人物一覧
広島市出身の人物一覧（ひろしまししゅっしんのじんぶついちらん）は、広島県広島市出身の人物およびゆかりの人物の一覧。

## 出身著名人

### 歴史上の人物
- 浅野長厚（広島新田藩主）
- 浅野長訓（広島藩主）
- 浅野斉粛（広島藩主）
- 安国寺恵瓊（禅僧、外交僧、武将）
- 市川兼恭（蘭学者）
- 井上因達因碩（囲碁棋士）
- 雲谷等益（画家）
- 慧雲（僧侶）
- 荻野検校（音楽家）
- 香川景欽（歌人）
- 木原桑宅（儒学者）
- 河野小石（儒学者）
- 坂井虎山（儒学者）
- 武田元繁（戦国武将）
- 辻維岳（広島藩年寄、参与、大津県知事）
- 寺田臨川（儒学者）
- 星野良悦（蘭学者、医師）
- 宮崎安貞（農学者）
- 山下梅鶴（広島藩士、宮島奉行）
- 吉益東洞（漢方医）
- 吉村秋陽（儒学者）
- 頼聿庵（儒学者、漢詩人）
- 頼采真（広島藩士、文人）
- 頼山陽（儒学者、漢詩人、歴史家、文人。大坂生まれ広島育ち）

### 政治・外交・司法・官僚
- 畦元将吾（衆議院議員）
- 阿部行蔵（歴史学者、東京都立川市長）
- 荒木武（第8-11代広島市長）
- 安東隆（農林水産省関東農政局長、同省近畿農政局長、水産庁次長、農林水産省大臣官房総括審議官、大分県副知事）
- 池田勇人（第58-60代内閣総理大臣、第2・6・17代通商産業大臣、第55・61-62代大蔵大臣、第3代経済審議庁長官、衆議院議員、第4代自由民主党総裁）
- 井上義海（大蔵官僚、神戸製鋼所社長）
- 岩沢忠恭（内務・建設官僚、参議院議員）
- 大島賢三（国連大使、国際連合事務次長、オーストラリア駐箚特命全権大使、外務省経済協力局長、国際平和協力本部事務局長）
- 大平喜信（衆議院議員）
- 小野吉郎（逓信官僚、第11代日本放送協会会長、第4代郵政事務次官、郵政省簡易保険局長、同貯金局長）
- 風木淳（経産・内閣府官僚、内閣府宇宙開発戦略推進事務局長）[1]
- 加藤友三郎（海軍軍人、第21代内閣総理大臣、第8代海軍大臣）
- 金尾稜厳（官選第8代富山県知事、官選第14代島根県知事、衆議院議員、僧侶）
- 金子洋三（青年海外協力隊事務局長、青年海外協力協会会長）
- 賀屋興宣（第17-18代法務大臣、第37・44代大蔵大臣、衆議院議員、貴族院議員）
- 河井克行（第101代法務大臣、衆議院議員）
- 岸田文武（衆議院議員、通産官僚、中小企業庁長官、通商産業省貿易局長）
- 木島丘（第74代広島市議会議長）
- 木原七郎（広島市長、衆議院議員、芸備日日新聞社社長）
- 木原章六（裁判官）
- 楠田幹人（国土交通省不動産・建設経済局長、国土交通省住宅局長、茨城県副知事）[2]
- 小鷹狩元凱（衆議院議員）
- 佐上信一（官選第21代北海道庁長官、官選第19代京都府知事、官選第25代長崎県知事、官選第15代岡山県知事）
- 迫井正深（医師、厚生労働技官、第3代医務技監、初代内閣感染症危機管理統括庁内閣感染症危機管理対策官、内閣官房新型コロナウイルス感染症対策推進室長、第13代厚生労働省医政局長）
- 三本松進（経産官僚、柔道選手、経済産業省経済産業研修所長）
- 下村健（第22代社会保険庁長官、厚生省保険局長、厚生省大臣官房長）
- 新関勝芳（裁判官、弁護士）
- 新保生二（内閣府官僚）
- 菅川洋（衆議院議員）
- 高橋琢也（官選第6代沖縄県知事、貴族院議員）
- 立川太郎（衆議院議員）
- 龍口了信（衆議院議員）
- 田中敬（大蔵官僚、第28代大蔵事務次官、大蔵省主計局長、同理財局長、経済企画庁長官官房長）
- 田中英夫（衆議院議員、第81代京都府議会議長、第5代京都府亀岡市長）
- 豊島陽蔵（広島市長、陸軍軍人）
- 寺田稔（第27代総務大臣、衆議院議員）
- 友納武人（衆議院議員、公選第6-8代千葉県知事）
- 中村是公（貴族院議員、第2代南満洲鉄道総裁、第9代東京市長）
- 西村栄蔵（広島市会議長、崇徳学園理事長）
- 野崎啓造（検事総長、貴族院議員）
- 橋本博明（衆議院議員、安芸太田町長）
- 浜井信三（広島市長）
- 林谷浩二（検察官）
- 早速整爾（政治家、実業家、大蔵大臣、農林水産大臣）
- 檜山俊宏（広島県議会議員）
- 福本潤一（参議院議員）
- 藤田正明（参議院議長）
- 藤田雄山（参議院議員、広島県知事）
- 船越光之丞（外交官、貴族院議員）
- 古田喜三太（衆議院議員）
- 前川正一（衆議院議員）
- 前田一浩（第44代消防庁長官、総務省自治財政局長）
- 増岡康治（参議院議員）
- 増原義剛（衆議院議員）
- 松井旭（千葉市長、北海道生まれ広島市育ち）
- 松井一實（広島市長）
- 松井茂（静岡県知事、愛知県知事、貴族院議員）
- 松浦大悟（参議院議員）
- 松本大輔（衆議院議員）
- 溝手顕正（参議院議員、第74代国家公安委員会委員長兼内閣府特命担当大臣（防災）（第1次安倍内閣）、第15-16代三原市長、第28代自由民主党参議院議員会長）
- 森信茂樹（財務官僚）
- 森本真治（参議院議員）
- 森元良幸（警察庁長官官房長、警視庁副総監、広島県警察本部長）[3]
- 安田巌（厚生事務次官、医療金融公庫総裁、安田学園理事長）
- 山本香苗（参議院議員）
- 湯崎英彦（広島県知事、実業家）
- 和田郁次郎（実業家、広島村（現・北広島市）創始者）
- 渡正元（元老院議官、貴族院議員）

### 経済
- 麻田ゆう子（実業家・美容家）
- 尼子忠蔵（実業家・政治家）
- 上垣内猛（西友CEO、ウォルマート・ジャパン社長、ユニリーバ・ジャパン社長）
- 大下大蔵（フマキラー創業者）
- 大下龍介（福屋社長）
- 大田哲哉（広島電鉄社長・会長）
- 岡野良定（三菱自動車工業会長・サッカー選手・サッカー指導者）
- 小川薫（実業家・総会屋）
- 沖牙太郎（沖電気工業創業者）
- 香川卯八（材木商）
- 景山崇人（タカキベーカリー社長）
- 上垣内猛（ユニリーバ・ジャパン社長・西友CEO・ウォルマート・ジャパン・ホールディングスCEO・日本紅茶協会会長）
- 河浜一也（学習塾経営者・ラジオパーソナリティ）
- 菊崎貫一（皮革商・牛肉商）
- 楠雄治（楽天証券社長）
- 久保允誉（エディオン社長）
- 久保道正（第一産業創業者）
- 熊平源蔵（クマヒラ創業者）
- 小泉吾郎（映画館経営者・興行師。東京生まれ広島市育ち）
- 坂根正弘（小松製作所相談役特別顧問。広島市生まれ島根県育ち）
- 坂本常蔵（土木請負業者）
- 佐々木茂喜（オタフクホールディングス社長）
- 佐々木隆之（JR西日本社長）
- 島本幸助（1859年生）（島本商事代表社員、山陽燐寸社長）
- 島本幸助（1890年生）（島本商事代表社員）
- 鈴木剛（住友銀行頭取、大阪テレビ放送社長、朝日放送社長、ホテルプラザ社長）
- 住川雅洋（銀行家）
- 清宮博（富士通社長・会長・電気工学者）
- 高橋敏雄（萬国製針社長・会長）
- 田口謙吉（参天製薬創業者）
- 竹本成徳（日本生活協同組合連合会会長）
- 田中敬（元大蔵事務次官、国民金融公庫・日本輸出入銀行総裁、横浜銀行頭取）
- 田部文一郎（三菱商事社長・会長）
- 谷口行規（ユークス創業者・ゲームクリエイター・レーサー）
- 辻慎吾（森ビル社長）
- 妻木伊三郎（土木建築請負業者）
- 土居君雄（ドイ創業者）
- 道面豊信（味の素社長）
- 長崎英造（昭和シェル石油・日本油脂創業者）
- 永田峯松（貿易商）
- 永野重雄（新日本製鐵会長）
- 中野重美（中国電力副社長、中国電気工事社長）
- 成宮雄三（ナルミヤ・インターナショナル創業者）
- 濱本康男（広島高速交通社長）
- 早速勝三（芸備日日新聞社主、宮島連絡船開設者）
- 原恭（近畿日本鉄道社長）
- 平尾順平（社会起業家）
- 福田幸雄（アスカネット創業者・会長兼CEO）
- 深山英樹（広島ガス社長）
- 福原留次（福留ハム会長）
- 藤田一暁（フジタ社長・会長）
- 藤村哲哉（ギャガ創業者）
- 古川紘一（森永乳業社長）
- 本家正隆（銀行家）
- 松浦清（プレミアアンチエイジング社長）
- 松尾孝（カルビー創業者）
- 松尾聰（カルビー社長・会長）
- 松田欣也（広島マツダ社長）
- 松田耕平（東洋工業社長）
- 松田重次郎（東洋工業社長）
- 松田元（広島東洋カープオーナー）
- 南維三（日立造船社長）
- 宗兼邦生（フレスタ社長）
- 森田康（日本経済新聞社社長）
- 森本弘道（もみじ銀行頭取・山口フィナンシャルグループ会長）
- 保田大吉（酒・醤油醸造家）
- 保田八十吉（広島銀行頭取、広島市会議員）
- 山岡憲一（東京重機工業社長）
- 山崎芳樹（マツダ社長・サッカー選手・監督）
- 山西義政（イズミ創業者。大竹市生まれ広島市育ち）
- 横田翔（実演販売士）
- 横地節男（島津製作所社長）
- 和合英太郎（ニチレイ創業者）
- 和田彰（GPTWジャパン代表）

### 軍事
- 池田岩三郎（海軍軍人）
- 岡部直三郎（陸軍軍人、第3・第6方面軍司令官）
- 吉川潔（海軍軍人）
- 小林躋造（海軍軍人、元連合艦隊司令長官・台湾総督）
- 佐々木到一（陸軍軍人。愛媛県生まれ広島市育ち）
- 下瀬雅允（海軍技官）
- 杉本五郎（陸軍軍人）
- 田坂虎之助（陸軍軍人）
- 谷口尚真（海軍軍人、元連合艦隊司令長官・海軍軍令部長）
- 中谷敏男（陸軍軍人）
- 新見政一（海軍軍人）
- 橋本又吉郎（海軍軍人）
- 三戸寿（海軍軍人）
- 向西兵庫（陸軍軍人）
- 吉田好雄（陸軍軍人）

### 学術・教育
- 阿部行蔵（歴史学者・政治家）
- 天野正子（社会学者）
- 綾目広治（文学研究者）
- 有本章（教育社会学者）
- 安藤良雄（経済学者、東京都育ち）
- 池本清（経済学者）
- 漁田武雄（心理学者）
- 石川岩吉（教育者）
- 井手口彰典（音楽社会学者）
- 伊東壮（経済学者）
- 井口洋夫（化学者）
- 岩本武和（経済学者）
- 植田敏郎（ドイツ文学者）
- 上野淳次（上野学園理事長）
- 碓井静照（医師、作家）
- 大内義直（教育者）
- 大隅芳雄（鉱山学者）
- 大橋吉之輔（アメリカ文学者）
- 岡崎令治（分子生物学者）
- 小田直樹（法学者）
- 影本浩（海洋工学者・環境学者）
- 金井清（地震工学者）
- 川井健（民法学者）
- 川本隆史（倫理学者）
- 吉川元（政治学者）
- 木原健太郎（社会学者）
- 桐原葆見（心理学者・僧侶）
- 熊野稔（地域計画学者）
- 熊原康博（地理学者・環境学者）
- 小島朋之（政治学者）
- 斎藤正直（フランス文学者）
- 坂村徹（植物細胞学・生理学者）
- 阪本昌成（法学者）
- 佐藤卓己（社会学者・歴史学者）
- 佐藤俊樹（社会学者）
- 佐藤利行（漢文学者）
- 沢田昭二（物理学者）
- 島善鄰（農学者）
- 下田次郎（教育家）
- 薄田太郎（郷土史家・NHKアナウンサー）
- 高藤武馬（国文学者・俳人）
- 高橋和利（生命科学者）
- 高橋淑子（生物学者）
- 武田孟（明治大学学長・札幌大学学長）
- 竹野恵真（崇徳学園名誉校長・学園理事）
- 多田稔（英米文学者）
- 田中開（法学者）
- 柘植一雄（西洋史学者）
- 辻原康夫（地理学者）
- 鶴襄（鶴学園創設者）
- 土井忠生（国語学者）
- 藤間生大（歴史学者・考古学者）
- 中川淳司（法学者）
- 中川敏宏（法学者）
- 中嶋博（教育学者）
- 永野治（航空技術者）
- 中村英雄（ドイツ文学者）
- 難波紘二（医学者）
- 西順蔵（中国思想史家）
- 新田時也（観光経済学者）
- 延岡健太郎（経営学者）
- 橋川文三（政治学者・文芸評論家。長崎県生まれ広島市育ち）
- 長谷部恭男（憲法学者）
- 波田善夫（生物学者）
- 平田森三（物理学者）
- 廣中俊雄（法学者）
- 富士川游（医学者）
- 藤瀬浩司（経済史学者）
- 藤田五郎（経済史学者）
- 藤本義彦（政治学者）
- 藤原暹（日本思想史学者）
- 正岡寛司（社会学者）
- 正木晴彦（仏教学者・哲学者）
- 増本量（金属工学者）
- 松田文子（心理学者）
- 松原義治（化学者）
- 松山納（タイ語学者）
- 三島豊（医学者）
- 道田豊（海洋学者）
- 皆見省吾（医学者）
- 宮本ゆき（倫理学者）
- 村岡崇光（言語学者・聖書学者）
- 森重昭（歴史学者）
- 安田進（地盤工学者）
- 安田元久（歴史学者）
- 山田十竹（儒学者・漢学者・教育者）
- 山田浩之（教育学者）
- 山手治之（法学者）
- 山中三郎（歴史学者）
- 山本空外（哲学者）
- 山本祥吉（調味学者）
- 結城忠（教育学者）
- 渡辺英寿（医学者）

### 文化・芸術
- 赤城さかえ（俳人・俳論家）
- 阿川弘之[4]（作家）
- 阿部昭（作家）
- 安部幸明（作曲家）
- アンドウ・ゼンパチ（文筆家）
- 石崎浩一郎（映画・美術評論家）
- 市川ヒロシ（漫画家）
- 井手三千男（写真家）
- 伊藤武雄（バリトン歌手）
- 糸曽賢志（演出家）
- 糸谷哲郎（将棋棋士）
- 今子正義（脚本家・作家）
- 今田真人（ジャーナリスト）
- 今村夏子（作家）
- 岩井壽照（画家）
- 岩橋邦枝（作家）
- 上田由美子（詩人・エッセイスト・画家）
- うぐいすみつる（漫画家）
- 榮久庵憲司（インダストリアルデザイナー。東京都生まれ広島市育ち）
- エドツワキ（イラストレーター・アートディレクター・画家）
- エナミカツミ（イラストレーター）
- 大植英次（指揮者）
- 大木惇夫（詩人）
- 大谷冽子（ソプラノ歌手）
- 太田務（合唱指揮者）
- 大歳克衛（洋画家）
- 大平和登（映画プロデューサー・エッセイスト・演劇評論家）
- 岡田八千代（作家）
- 岡村俊一（演出家・演劇プロデューサー・映画監督）
- 小山内薫（劇作家）
- 織田啓一郎（作家）
- 小山田浩子（作家）
- 片上大輔（将棋棋士）
- 加藤久嗣（テレビディレクター・ラジオディレクター）
- 紙恭輔（作曲家）
- 北島秀一（ラーメン評論家）
- 木谷悦子（ハーモニカ奏者）
- 木原和敏（洋画家）
- 朽木祥（作家）
- くぼ英樹（児童文学作家）
- 窪田崇（映画監督）
- 栗栖健一（作曲家・トランペット奏者）
- 栗原貞子（詩人）
- 黒田千晴（料理研究家）
- 桑原住雄（美術評論家）
- 糀場富美子（作曲家、編曲家）
- 神足裕司（評論家）
- こうの史代（漫画家）
- 河面冬山（漆工芸家）
- 小島秀夫（ヴァイオリニスト、指揮者）
- 小谷ヘンリー（映画監督、カメラマン）
- 小だまたけし（漫画家）
- 小松一也（作曲家・編曲家）
- 小松素臣（編曲家・クラシック・ギタリスト）
- 小山鹿梨子（漫画家）
- 近藤宮子（童謡詩人、「チューリップ」の作詞者）
- 佐伯千秋（作家）
- 佐々木紀政（彫刻家）
- 佐々木久子（編集者・評論家・随筆家）
- 佐村河内守（自称作曲家）
- 沢音千尋（漫画家）
- 沢村凜（作家）
- 四国五郎（画家、絵本作家。三原市生まれ広島市育ち）
- 島原帆山（尺八奏者、人間国宝）
- 嘯月庵雲僲（日本画家）
- 白井戦太郎（映画監督）
- 新久千映（漫画家）
- 新藤兼人（映画監督・脚本家）
- 鈴木三重吉（作家、児童文学者）
- 諏訪敦彦（映画監督）
- 平安寿子（作家）
- 大道あや（画家・絵本作家）
- 高田雅博（CMディレクター・映画監督）
- 高橋一起（作家）
- 高平鳴海（作家・ゲームデザイナー）
- 滝川悠（イラストレーター）
- 竹内雄悟（将棋棋士）
- 竹西寛子（作家）
- 田島伸二（作家・教育家）
- 立花文穂（グラフィックデザイナー・アートディレクター）
- 橘しのぶ（詩人、童話作家）
- 田中健五（ジャーナリスト・編集者・文藝春秋社長）
- 田中三郎（キネマ旬報創立者）
- 田中宏（漫画家）
- 田中純（作家・文芸評論家・翻訳家）
- 田邊雅章（映像作家）
- 谷川一彦（漫画家・アニメーター）
- 谷口達郎（写真家）
- 丹古晴巳（市場馨）（作詞家）
- 茶谷正洋（建築家・建築学者）
- 辻永（洋画家）
- 都志見隆（作曲家）
- 津原泰水（作家）
- 豊嶋弥左衛門（能楽師、人間国宝。広島市生まれ廿日市市育ち）
- 土井裕泰（映画監督）
- 峠三吉（詩人。大阪府生まれ広島市育ち）
- 時川英之（映画監督）
- 戸田裕介（彫刻家）
- TONO（漫画家）
- 富田倫生（著作家・編集者）
- 豊竹団司（女義太夫、人間国宝）
- 内藤礼（彫刻家）
- 直井潔（作家）
- 永井建子（作曲家・陸軍軍人）
- 長石多可男（映画監督）
- 中沢啓治（漫画家）
- 中原文夫（作家）
- 中藤敦（写真家）
- 中村暢之（作曲家）
- 那須正幹（児童文学者）
- 夏目義徳（漫画家）
- 西川美和（映画監督）
- 西島大介（漫画家・イラストレーター・ライター・映像作家。東京都生まれ広島市育ち）
- 西田一生（振付師）
- 野村知紗（漫画家）
- 野村宗弘（漫画家）
- 野村守夫（洋画家）
- 橋爪文（詩人）
- 畑耕一（作家）
- 長谷川和彦（映画監督。東広島市生まれ広島市育ち）
- はまの省蔵（映画監督）
- 原民喜（作家・詩人）
- 原田実（作家）
- ヒイラギシンジ（漫画原作者）
- 東直子（歌人・作家・脚本家）
- 旭爪千恵（ヴァイオリニスト）
- 旭爪裕美子（ピアニスト）
- 平田剛士（ルポライター）
- 藤井克彦（映画監督）
- 藤田えりか（美術家）
- 細川俊夫（作曲家）
- 部谷京子（映画美術監督）
- 細川俊夫（作曲家）
- 堀正旗（演出家）
- 堀場清子（詩人。広島市生まれ東京都育ち）
- 前信介（映画プロデューサー）
- 増岡敏和（詩人）
- 桝本壮志（放送作家）
- 升本琢也（テレビディレクター）
- 松井桂三（デザイナー）
- 松尾静明（詩人）
- 松谷創一郎（ジャーナリスト）
- 松永務（建築家）
- 松本清張（作家。福岡県生まれとする説も有り、山口県・福岡県育ち）
- 松本美緒（漫画家）
- 松山省三（洋画家・カフェー経営者）
- 丸木位里（日本画家）
- 丸田智子（映像バイヤー）
- 水田伸生（テレビドラマ演出家、映画監督）
- 三家本礼（漫画家）
- ミサオ・レッドウルフ（イラストレーター・反原発活動家）
- 三原ミツカズ（漫画家）
- 三宅一生（ファッションデザイナー）
- ジミー・ツトム・ミリキタニ（画家。アメリカ生まれ広島市育ち）
- 村井志摩子（劇作家・演出家）
- 村田英憲（アニメプロデューサー）
- 望月遊馬（詩人）
- 森下洋子（バレリーナ）
- 杜野亜希（漫画家）
- 森本正治（和食料理人）
- 森山風歩（作家）
- 八神健（漫画家）
- 山内鉄也（映画監督・テレビ演出家・脚本家）
- 山崎隆之（将棋棋士）
- 山下一史（指揮者）
- 山下勇三（グラフィックデザイナー）
- 山中豊子（美容師）
- 山中雪人（日本画家）
- 山名文夫（グラフィックデザイナー）
- 横山菁児（作曲家）
- 吉村ゆう（シナリオライター・劇作家・演出家）
- 吉本直志郎（作家。福岡県生まれ広島市育ち）
- 米田栄作（詩人）
- 和田竜（作家。大阪府生まれ広島市育ち）
- 渡辺和博（イラストレーター・漫画家・エッセイスト）
- 渡邊崇（作曲家）

### 芸能
- 相沢紗世（モデル）
- 相原勇（タレント）
- 浅岡信夫（俳優・映画監督・参議院議員）
- 朝倉匠子（タレント・モデル）
- 浅田真由（タレント）
- 東真紀（シンガーソングライター）
- アベフトシ（ミュージシャン・元thee michelle gun elephant）
- 綾瀬はるか（女優）
- あんどうゆみこ (元シンガーソングライター）
- 池原猛（俳優）
- 石井杏奈（歌手）
- 石井里佳（シンガーソングライター）
- 石田桃子（歌手）
- 石田優佳（タレント）
- 石原優子（アイドル、サンフラワー）
- 石山健二郎（俳優）
- イズミカワソラ（シンガーソングライター）
- 壱位仁井（俳優）
- 市川百々之助（俳優・映画監督）
- 井上麗三（俳優・映画監督・映画プロデューサー）
- 伊原徳（俳優）
- いまおかゆう子（タレント）
- 上田愛美（タレント）
- ウエノコウジ（ミュージシャン・元thee michelle gun elephant）
- 上野浩司（ミュージシャン）
- 宇谷美緒（モデル・タレント）
- 扇ひろこ（歌手）
- 大田正輝（お笑いタレント）
- 大友柳太朗（俳優、広島市生まれ山口県育ち）
- 大浜直樹（俳優・脚本家・演出家）
- 緒方かな子（タレント）
- 岡田萌枝（お笑いタレント、すごい論）
- 岡田嘉子（女優）
- 小川知子（歌手・女優）
- 小川美緒（ミュージカル女優）
- 沖井礼二（ミュージシャン・TWEEDEES、元Cymbals）
- 奥菜恵（女優・歌手、広島市生まれ東京都育ち）
- 奥田民生（ミュージシャン・元UNICORN）
- 奥田民義（声優・ナレーター）
- 尾小平志津香（声優・女優）
- 柿辰丸（俳優）
- 角島奈知（タレント）
- 風見しんご（タレント）
- 樫野有香（歌手、Perfume）
- 桂九雀（落語家）
- 2代目桂鯛蔵（落語家）
- 加藤賢崇（タレント）
- 角川博（歌手）
- 兼下真由子（歌手・女優）
- 加納ひろし（歌手）
- 加納真実（女優・大道芸人）
- 加納竜（俳優）
- 上綱克彦（ミュージシャン、元柳ジョージ&レイニーウッド）
- 加良まゆみ（声優）
- 岸谷香（シンガーソングライター）
- 北浦昭義（俳優）
- 北田真沙子（アイドル、サンフラワー）
- 木村功（俳優）
- 工藤俊作（俳優・声優）
- くらはしけんじ（シンガーソングライター）
- 倉本美津留（放送作家・ミュージシャン、広島市生まれ大阪府育ち）
- 鯉迫ちほ（モデル・女優）
- 高野菜々（女優・声優）
- 河野弘樹（俳優）
- 古今亭菊志ん（落語家）
- 児玉好雄（歌手）
- 五刀剛（俳優）
- 小山裕香（声優・タレント・ナレーター）
- 近藤信政（ミュージシャン、元ロードオブメジャー）
- 西城秀樹（歌手）
- 桜金造（コメディアン・俳優。広島市生まれ東京育ち）
- 桜緋紗子（女優）
- 桜井秀俊（ミュージシャン、真心ブラザーズ。広島市生まれ神奈川県育ち）
- さこリッチ（お笑い芸人）
- 佐々木望[5]（声優・ナレーター・歌手）
- 佐竹佑一（お笑いタレント、元ボールボーイ）
- 靜村かずえ（タレント）
- 島田洋七（タレント）
- 島村佳江（女優）
- ジャンふじたに（お笑いタレント）
- SUEMITSU & THE SUEMITH（シンガーソングライター）
- 杉野希妃（女優・映画プロデューサー・映画監督）
- 杉村春子（女優）
- 角梨枝子（女優）
- 瀬央ゆりあ（宝塚歌劇団専科男役）
- 瀬戸つよし（歌手）
- 高井寿（ギタリスト）
- 高橋絵美（女優・モデル）
- 田川伸治（ミュージシャン、元DEENギタリスト）
- 竹岡和範（お笑いタレント）
- 竹本洋介（シンガーソングライター）
- 田中貴志（ミュージシャン）
- 田中里奈（モデル）
- 谷口博教（パフォーマー）
- 谷間小百合（女優）
- 玉城ちはる（歌手・女優）
- 千葉琴月（音曲師）
- 月丘千秋（女優）
- 月丘夢路（女優）
- 寺本莉緒（グラビアアイドル）
- TEE（シンガーソングライター）
- 徳満真紀子（アイドル、サンフラワー）
- 戸田康平（シンガーソングライター）
- 戸田菜穂（女優）
- 戸田麻衣子（女優）
- 冨永みーな[6]（声優）
- ドロンズ石本（お笑いタレント）
- 中島尚樹（タレント）
- 中西妙子（声優）
- 中村吉兵衛（歌舞伎役者）
- 中元すず香（BABYMETAL）
- にしべみか（タレント）
- 西村真二（お笑いタレント、コットン）
- 西村瑞樹（お笑いタレント、バイきんぐ。広島市生まれ府中町育ち）
- 西脇綾香（歌手、Perfume）
- 西脇彩華（歌手、9nine）
- 野中政宏（声優）
- 信國輝彦（俳優）
- 長谷川泰子（女優）
- 土生智子（お笑いタレント、有閑マダム）
- 濱田真実（歌手）
- ハヤフサヒデト（俳優、映画監督）
- 原紗央莉（AV女優）
- レイ・ハラカミ（ミュージシャン）
- 原田真二（ミュージシャン）
- 原田泰造（お笑いタレント、ネプチューン。広島市生まれ北海道・東京都育ち）
- 范文雀（女優。東京都生まれ広島市育ち）
- 日笠圭（俳優・写真家）
- 疋田愛子（歌手）
- HIPPY（シンガーソングライター）
- 百花繚乱（タレント）
- 平岡恵子（桃乃未琴）（ミュージシャン）
- 平岡祐太（俳優。広島市生まれ山口県育ち）
- 平幹二朗（俳優）
- 平本元気（お笑い芸人、「モグモグパクパク」のボケ担当）
- 広田みのる（声優）
- 深海哲哉（俳優）
- ふじいあきら（マジシャン・タレント）
- 二葉あき子（歌手）
- 渕上里奈（歌手、MMJ）
- 葡萄亭わいん（落語家）
- 古田優児（タレント）
- 風呂哲州（シンガーソングライター）
- ロバート・ボールドウィン（タレント）
- 堀内一史（ミュージシャン、元UNICORN）
- 松ヶ下宏之（ミュージシャン、元Bluem of Youth）
- 松中みなみ（タレント）
- 松本裕見子（タレント）
- 真矢ミキ（女優）
- 丸本莉子（シンガーソングライター）
- 水沢螢（タレント）
- 水原玲子（女優）
- 三夏紳（俳優・歌手）
- 南美江（女優）
- 三宅十空（俳優・お笑いタレント）
- 宮崎一成（声優）
- 美羽あさひ（元宝塚歌劇団宙組娘役）
- 室井理瑶子（タレント）
- Metis（レゲエシンガー）
- 森恵（ミュージシャン）
- 森山あすか（お笑いタレント）
- 守山ちひろ（ミュージカル俳優）
- 矢沢永吉（ミュージシャン、元キャロル）
- YASS（ミュージシャン）
- 柳家福治（落語家）
- 山口良一（タレント）
- 山田亮（お笑いタレント）
- 山根良顕（お笑いタレント、アンガールズ）
- 山本圭壱（お笑いタレント、極楽とんぼ）
- 山本侑典（モデル・タレント）
- 吉田健悟（俳優）
- 義田貴士（タレント・スポーツジャーナリスト）
- 吉長美鈴（タレント）
- よしはら久恵（お笑いタレント）
- 米本千珠（声優）
- モーリー・ロバートソン（タレント。ニューヨーク生まれ広島市育ち）
- 若井尚子（モデル・女優）
- 若林翔子（タレント）
- 渡辺弘（ミュージシャン）

### アナウンサー・キャスター
- 荒谷知穂（広島ホームテレビアナウンサー）
- 石川みなみ（日本テレビアナウンサー）
- 石田一洋（関西テレビアナウンサー）
- 石田充（中国放送アナウンサー）
- 伊藤文（中国放送アナウンサー）
- 井上彩香（鹿児島テレビアナウンサー）
- 今脇聡子（山陽放送アナウンサー）
- 魚住りえ（フリーアナウンサー・元日本テレビ、大阪府生まれ広島市育ち）
- 浦本可奈子（広島ホームテレビアナウンサー・北海道放送アナウンサー）
- 枝松順一（朝日放送プロデューサー・ディレクター・アナウンサー）
- 煙石博（中国放送アナウンサー）
- 大下容子（テレビ朝日アナウンサー）
- 大隅智子（気象予報士・北陸放送アナウンサー）
- 大東和華子（テレビ山口アナウンサー）
- 岡田考平（東海テレビ放送アナウンサー）
- 緒方喜治（NHKアナウンサー）
- 小川香織（山形放送アナウンサー）
- 沖繁義（九州朝日放送アナウンサー）
- 鏡田辰也（ラジオ福島アナウンサー）
- 川上政行（フリーアナウンサー・宮崎放送アナウンサー・TVQ九州放送アナウンサー）
- 木村那津美（テレビ山口アナウンサー）
- 河村綾奈（中国放送アナウンサー）
- 久保田夏菜（フリーアナウンサー・中国放送アナウンサー・テレビ愛媛アナウンサー）
- 栗原順子（ショップチャンネルのキャスト、広島テレビ放送アナウンサー）
- 栗村智（ニッポン放送アナウンサー）
- 桑原しおり（フリーアナウンサー・中国放送アナウンサー）
- 児玉勝司（広島テレビ放送アナウンサー）
- 木次真紀（フリーアナウンサー・山陰放送アナウンサー）
- 小林康秀（中国放送アナウンサー）
- 小松美智子（フリーアナウンサー・元広島ホームテレビ）
- 小御門千絵（西日本放送アナウンサー）
- 杉浦圭子（NHKアナウンサー）
- 瀬戸秀夫（NHKアナウンサー）
- 高藤有沙（フリーアナウンサー・元NHK旭川放送局、NHK高松放送局キャスター）
- 武本大樹（NHKアナウンサー）
- 田坂るり（広島テレビ放送アナウンサー）
- 田代杏子（NHKアナウンサー）
- 冨田奈央子（広島ホームテレビアナウンサー・IBC岩手放送アナウンサー）
- 中川真由美（広島エフエム放送アナウンサー）
- 中谷隆宏（山口放送アナウンサー）
- 中元綾子（広島ホームテレビ元・契約アナウンサー）
- 中山果奈（NHKアナウンサー）
- 西名みずほ（広島テレビ放送アナウンサー）
- バーゲルルミ（フリーアナウンサー・元テレビ新広島アナウンサー）
- 波田健一（気象予報士・プロデューサー・ディレクター）
- 畠山大志（NHKアナウンサー）
- 林浩彦（フリーアナウンサー）
- 福井謙二（元フジテレビアナウンサー）
- 松井礼明（福岡放送アナウンサー）
- 三宅正治（フジテレビアナウンサー）
- 村上和宏（東海ラジオアナウンサー）
- 八木静佳（フリーアナウンサー・広島ホームテレビアナウンサー）
- 山田弥希寿（山陰放送アナウンサー）
- 山中秀樹（フリーアナウンサー・元フジテレビ）
- 山根孝文（岡山シティエフエムアナウンサー）
- 楪望（フリーアナウンサー・広島ホームテレビアナウンサー・テレビ大阪アナウンサー）
- 吉田千尋（中国放送アナウンサー）
- 米澤秀敏（山陽放送アナウンサー・報道記者）
- 若林麻衣子（福岡放送アナウンサー）
- 脇田美代（山口放送アナウンサー）
- 脇田義信（広島テレビ放送アナウンサー）
- 渡辺由恵（広島テレビ放送報道記者・ディレクター、アナウンサー）

### スポーツ

#### 野球
- 新井貴浩（プロ野球選手・監督）
- 新井良太（プロ野球選手）
- 有原航平（プロ野球選手）
- 石田健大（プロ野球選手）
- 石本秀一（プロ野球監督）
- 井上晴哉（プロ野球選手）
- 今井金太（プロ野球選手）
- 岩本貴裕（プロ野球選手）
- 宇佐美塁大（プロ野球選手）
- 内田俊雄（アマチュア野球指導者）
- 應武篤良（アマチュア野球選手・監督）
- 岡田宗芳（プロ野球選手）
- 小川達明（プロ野球選手）
- 大下佑馬（プロ野球選手）
- 加藤喜作（アマチュア野球選手・プロ野球選手・監督）
- 金光興二（アマチュア野球選手・指導者）
- 金本知憲（プロ野球選手・監督）
- 上垣内誠（プロ野球選手）
- 川内雄富（プロ野球選手）
- 川本幸生（アマチュア野球選手・指導者）
- 木庭教（プロ野球スカウト）
- 木下強三（プロ野球選手）
- 桑原秀範（アマチュア野球選手・指導者）
- 河内卓司（プロ野球選手）
- 小早川毅彦（プロ野球選手）
- 近藤弘樹（プロ野球選手）
- 佐伯和司（プロ野球選手）
- 坂原秀尚（高校野球指導者）
- 坂元弥太郎（プロ野球選手。広島市生まれ埼玉県育ち）
- 迫田穆成（高校野球指導者）
- 正隨優弥（プロ野球選手）
- 銭村健一郎（野球選手）
- 高津臣吾（プロ野球選手・監督）
- 田口麗斗（プロ野球選手）
- 達川光男（プロ野球選手・監督）
- 田中慎太朗（プロ野球選手）
- 田部武雄（プロ野球選手）
- 田部輝男（プロ野球選手）
- 津田一男（プロ野球記者）
- 土屋雅敬（プロ野球選手）
- 寺本聖一（プロ野球選手）
- 中田翔（プロ野球選手）
- 永田利則（プロ野球選手・高校野球指導者）
- 新田恭一（プロ野球選手・監督）
- 濃人渉（プロ野球選手・監督）
- 野村弘樹（プロ野球選手）
- 張本勲（プロ野球選手）
- 日高晶彦（プロ野球選手）
- 平桝敏男（プロ野球選手）
- 福富邦夫（プロ野球選手）
- 藤原仁（プロ野球選手）
- 前田耕司（プロ野球選手）
- 松下建太（プロ野球選手）
- 三原新二郎（野球指導者）
- 面出哲志（プロ野球選手）
- 梁川郁雄（プロ野球選手）
- 柳田悠岐（プロ野球選手）
- 山岡泰輔（プロ野球選手）
- 山口和男（プロ野球選手）
- 山﨑賢太（プロ野球選手）
- 山崎隆造（プロ野球選手）
- 山本和行（プロ野球選手）
- 山本一義（プロ野球選手・監督）
- 山本浩二（プロ野球選手・監督）
- 山本文男（プロ野球選手・審判員）
- 山本雅士（プロ野球選手）
- 吉本文弘（プロ野球選手・審判員）

#### サッカー
- 朝日大輔（サッカー選手）
- 石崎信弘（サッカー選手・指導者）
- 今西和男（サッカー選手）
- 大石信幸（サッカー選手）
- 大神友明（サッカー選手・指導者）
- 大久保賢（サッカー選手・指導者）
- 岡崎和也（サッカー選手）
- 岡光龍三（サッカー選手・指導者）
- 小城得達（サッカー選手・指導者）
- 沖野等（サッカー選手・指導者）
- 鬼武健二（サッカー選手・指導者）
- 織田秀和（サッカー選手・実業家）
- 金本圭太（サッカー選手・指導者）
- 川辺駿（サッカー選手）
- 川村拓夢（サッカー選手）
- 木村現（サッカー選手・指導者）
- 木村和司（サッカー選手・指導者）
- 木村龍朗（サッカー選手）
- 木村允彦（サッカー選手）
- 桑田隆幸（サッカー選手・指導者）
- 桑原弘之（サッカー選手）
- 桑原裕義（サッカー選手）
- 桑原楽之（サッカー選手）
- 小林優希（サッカー選手）
- 小原秀男（サッカー選手・指導者）
- 佐藤康之（サッカー選手）
- 実信憲明（サッカー選手）
- 左山桃子（サッカー選手）
- 重松良典（サッカー選手・実業家）
- 篠原聖（サッカー選手）
- 柴村直弥（サッカー選手）
- 下田崇（サッカー選手）
- 下村幸男（サッカー選手・指導者）
- 信藤健仁（サッカー選手・指導者）
- 銭村健次（サッカー選手。ホノルル生まれ広島市育ち）
- 楚輪博（サッカー選手・指導者。広島市生まれ大阪府育ち）
- 代健司（サッカー選手）
- 高田豊治（サッカー選手・指導者）
- 田坂和昭（サッカー選手・指導者）
- 田坂祐介（サッカー選手）
- 田中敬孝（サッカー指導者）
- 棚田伸（サッカー選手）
- 田村祐基（サッカー選手）
- 茶島雄介（サッカー選手）
- 中条一雄（サッカー選手・スポーツライター）
- 寺西忠成（サッカー選手・指導者）
- 中島洋太朗（サッカー選手）
- 長沼健（サッカー選手・指導者）
- 西河翔吾（サッカー選手）
- 丹羽洋介（サッカー選手。上海市生まれ広島市育ち）
- 野地照樹（サッカー選手・指導者）
- 野津謙（サッカー選手・指導者）
- 野津田岳人（サッカー選手）
- 野村六彦（サッカー選手）
- ハーフナー・マイク（サッカー選手）
- 長谷川博一（サッカー選手）
- 畑喜美夫（サッカー選手・指導者）
- 平田生雄（サッカー選手・指導者）
- 樋渡群（サッカー指導者）
- 船本幸路（サッカー選手・指導者）
- 古川能章（サッカー選手・指導者）
- 古田篤良（サッカー選手・指導者）
- 堀口照幸（サッカー選手）
- 槙野智章（サッカー選手）
- 増田卓也（サッカー選手）
- 増谷幸祐（サッカー選手）
- 水口洋次（サッカー選手・指導者）
- 皆本勝弘（サッカー選手）
- 三村真（サッカー選手）
- 宮原和也（サッカー選手）
- 宮本輝紀（サッカー選手・指導者）
- 宗政潤一郎（サッカー選手・指導者）
- 元田龍矢（サッカー選手）
- 森孝慈（サッカー選手・指導者）
- 森崎和幸（サッカー選手）
- 森崎浩司（サッカー選手）
- 森重真人（サッカー選手）
- 森島寛晃（サッカー選手）
- 森保翔平（サッカー選手）
- 山田泰寛（サッカー選手・指導者）
- 山根巌（サッカー選手）
- 山根恵里奈（サッカー選手）
- 横竹翔（サッカー選手）
- 吉田康弘（サッカー選手）
- 渡部英麿（サッカー選手・指導者）
- 渡辺正（サッカー選手・指導者）
- 渡大生（サッカー選手）

#### その他球技
- 青戸あかね（ハンドボール選手）
- 天野勝（プロゴルファー）
- 池谷陽輔（ラグビー選手）
- 一乗アキ（バスケットボール選手）
- 井上謙（バレーボール選手）
- 内冨寛法（バレーボール選手）
- 臺光章（バレーボール選手）
- 岡崎修司（バスケットボール選手）
- 小田雅志（バレーボール選手・指導者）
- 表純子（プロゴルファー）
- 河井博大（プロゴルファー）
- 川原麻実（バレーボール選手）
- 木原征治（フィールドホッケー選手・指導者）
- 倉本昌弘（プロゴルファー）
- レックス倉本（プロゴルファー）
- 尺野将太（バスケットボール指導者）
- 高木啓士郎（バレーボール選手）
- 高野征也（セパタクロー選手）
- 高橋幸子（バレーボール選手）
- 高橋哲雄（バレーボール選手）
- 多田徳雄（バレーボール選手）
- 田中秀道（プロゴルファー）
- 田辺修（バレーボール選手）
- 津雲博子（バレーボール選手）
- 寺本進（セパタクロー選手）
- 直弘龍治（ビーチバレー選手）
- 長崎重芳（バレーボール選手・指導者）
- 西本哲雄（バレーボール選手・指導者）
- 二宮真琴（テニス選手）
- 猫田勝敏（バレーボール選手）
- 藤田明（水泳・水球選手）
- 本多洋（バレーボール選手・指導者）
- 増野彰（バレーボール選手）
- 村上情次（バレーボール選手）
- 山本健之（バレーボール選手・指導者）
- 吉村公太朗（ラグビー選手）
- 米田一典（バレーボール選手・指導者）

#### 武道・格闘技
- 安藝ノ海節男（大相撲・第37代横綱）
- 安芸の國一典（大相撲）
- 安芸ノ州法光（大相撲）
- 池間亮弥（プロボクサー）
- 伊志嶺朝秋（柔道選手）
- 岡田剛史（総合格闘家・プロレスラー）
- 岡本積（プロボクサー）
- 金平正紀（ボクシング・協栄ジム創立者）
- 川口孝夫（柔道選手）
- 神田T800周一（総合格闘家）
- 北桜英敏（大相撲）
- キャンディー奥津（プロレスラー）
- 熊野準（プロレスラー）
- ゲーリー・ノムライト（柔術家・総合格闘家）
- 小島英次（プロボクサー）
- 獣神サンダー・ライガー（プロレスラー）
- 新本亜也（アマチュアボクシング選手）
- 田原敬三（空手家）
- 近野剣心（プロレスラー）
- 辻昌建（プロボクサー）
- 冨樫健一郎（総合格闘家）
- 豊桜俊昭（大相撲）
- 内藤克俊（レスリング選手）
- 中谷雄英（柔道選手）
- 平岡拓晃（柔道選手）
- 増田陸（プロボクサー）
- 南喜陽（柔道選手）
- 最上眞理（プロレスラー）
- 柳川荒士（プロボクサー・ファッションデザイナー）
- 大和富士充（大相撲）

#### 陸上競技
- 沖田芳夫（陸上競技選手・指導者）
- 木村文子（陸上競技選手）
- 清水康次（陸上競技選手）
- 新宮美歩（陸上競技選手）
- 為末大（陸上競技選手）
- 徳本一善（陸上競技選手）
- 松田亮（陸上競技選手）
- 山縣亮太（陸上競技選手）
- 鎧坂哲哉（陸上競技選手）

#### 自転車競技
- 今中大介（自転車選手）
- 河賀雄大（自転車競技選手）
- 唐見実世子（自転車競技選手）
- 竹内翼（競輪選手）
- 前反祐一郎（競輪選手）
- 松浦悠士（競輪選手）

#### その他
- 稲垣正司（バトントワリング選手）
- 海野ゆかり（競艇選手）
- 河津憲太郎（水泳選手）
- 河野有香（フィギュアスケート選手）
- 瀬川侑子（カートレーサー）
- 高畑好秀（スポーツメンタルトレーナー）
- 竹本貴志（騎手）
- 辻栄蔵（競艇選手）
- 中塩美悠（フィギュアスケート選手）
- 藤井優（射撃選手）
- 町田樹（フィギュアスケート選手。神奈川県生まれ広島市育ち）
- 無良隆志（フィギュアスケート選手。鳥取県生まれ広島市育ち）
- ケビン山崎（トレーナー）
- 吉岡美帆（セーリング選手）

### 医師
- 青木省三（精神科医）
- 天野良太郎（内科医）
- 天本宏（医師）
- 碓井静照（広島市医師会会長・広島市医師会会長・作家）
- 正田守（医師・政治家・萩女子短期大学学長）
- 辰口信夫（軍医）
- 中元日芽香（心理カウンセラー・元乃木坂46）
- 原田東岷（被爆者医療を行った外科医）
- 肥田舜太郎（被爆者医療を行った医師）
- 平岩正樹（外科医）

### 宗教
- 大江寛人（牧師）
- 大塚節治（神学者）
- 高松悟峰（僧侶）
- 谷口清超（生長の家総裁）
- 福島大順（僧侶）
- 森野善右衛門（神学者・牧師）
- 吉村昇洋（僧侶）

### その他
- 川手ミトヨ（世界最高齢だった女性）
- 高野虎市（チャールズ・チャップリンの秘書・マネージャー）
- 佐伯敏子（反核運動家）
- 梶本淑子（被爆者）
- 佐々木禎子（被爆者、「原爆の子の像」のモデル）
- 高橋昭博（広島平和記念資料館館長）
- 滝井アサ（日本最高齢だった女性）
- 森一久（日本原子力産業会議副会長）
- 山岡ミチコ（被爆者、被爆体験の語り部）
- 二川一彦（胎内被爆者）
- 高坂朝人（ボランティア活動家、保護司）

## ゆかりのある人物

### 歴史上の人物
- 浅野長晟 (広島藩主。現在の滋賀県出身。)
- 浅野吉長 (広島藩主。江戸出身。)
- 福島正則 (広島藩主。現在の愛知県出身。)
- 毛利輝元 (広島城を築城。現在の安芸高田市出身。)

### 近現代の人物
- 青山圭秀（インド哲学研究者）
- 加藤宇章（彫刻家）
- 岸田文雄（衆議院議員、内閣総理大臣、元外務大臣、元特命担当相）
- 近藤芳美（歌人）
- 坂田佳子（ジャズシンガー、一時期、広島市に居住していた）
- 宍戸留美（声優、歌手）
- 千田貞暁 （初代広島県令。広島港の開港に尽力。地名として千田町がつけられている）
- 谷川和穂 （元防衛庁長官・法相）
- 築田多吉（看護師）
- 山崎朋子（ノンフィクション作家、幼少期の一時期、広島市で過ごす）
- デーモン閣下（ミュージシャン・悪魔、世を忍ぶ仮の姿の小学生時代を広島で過ごす）
- 秦郁彦（歴史学者、元大蔵官僚、少年時代を広島で過ごす）
- 平賀譲（造船工学者）
- 村下孝蔵 (ミュージシャン)
- 吉田拓郎（ミュージシャン、鹿児島県出身）
- レッド・ツェッペリン (ロックバンド、名誉市民)
- 渡辺銕蔵 (東宝社長、政治家）